# Théorie de Picard-Lefschetz
En mathématiques, et plus précisément en analyse complexe, la théorie de Picard-Lefschetz est un ensemble de techniques permettant d’étudier la topologie des variétés complexes à l'aide des points critiques de fonctions  holomorphes définies sur la variété. Elle fut construite en 1897 par Émile Picard pour les surfaces (les variétés de dimension 2), et étendue aux dimensions supérieures par Solomon Lefschetz en 1924. C'est un analogue complexe de la théorie de Morse, laquelle utilise les mêmes techniques pour étudier les variétés réelles. Pierre Deligne et Nicholas Katz ont encore étendu la théorie à des variétés sur des corps quelconques, et Deligne a utilisé cette généralisation dans sa preuve des conjectures de Weil en 1974.

## La formule de Picard-Lefschetz
La formule de Picard-Lefschetz décrit la monodromie autour d'un  point critique.
Soit f une fonction holomorphe définie sur une variété projective complexe de dimension (k+1) et à valeurs dans la droite projective P1. On suppose que tous ses points critiques, d'images x1,...,xn  dans P1, sont non dégénérés et sont dans des fibres distinctes. Si x est un point de P1 distinct des xi, le groupe fondamental π1(P1 – {x1, ..., xn}, x) est engendré par des lacets wi autour des points xi, et pour chaque point xi il y a un cycle évanouissant dans le groupe d'homologie Hk(Yx) de la fibre en x (il s'agit du groupe médian, puisque la fibre est de dimension complexe k, donc de dimension réelle 2k). L'action de la monodromie de π1(P1 – {x1, ..., xn}, x) sur Hk(Yx)   est alors décrite par la  formule de Picard–Lefschetz (les actions sur les autres groupes d'homologie sont triviales) ; plus précisément, l'action d'un générateur wi du groupe fondamental sur {\displaystyle \gamma } ∈ Hk(Yx) est donnée par
{\displaystyle w_{i}(\gamma )=\gamma +(-1)^{(k+1)(k+2)/2}\langle \gamma ,\delta _{i}\rangle \delta _{i}},
où δi est le cycle évanouissant correspondant à xi.

## Exemple
Soit la famille projective de courbes hyperelliptiques de genre {\displaystyle g} définies par
{\displaystyle y^{2}=(x-t)(x-a_{1})\cdots (x-a_{k})},
où {\displaystyle t\in \mathbb {A} ^{1}} est le paramètre et {\displaystyle k=2g+1}. Ces courbes sont dégénérées pour {\displaystyle t=a_{i}}. La courbe étant (topologiquement) une somme connexe de {\displaystyle g} tores, la forme d'intersection sur {\displaystyle H_{1}} d'une courbe générique est donnée par la matrice 
{\displaystyle {\begin{bmatrix}0&1\\1&0\end{bmatrix}}^{\oplus g}={\begin{bmatrix}0&1&0&0&\cdots &0&0\\1&0&0&0&\cdots &0&0\\0&0&0&1&\cdots &0&0\\0&0&1&0&\cdots &0&0\\\vdots &\vdots &\vdots &\vdots &\cdots &\vdots &\vdots \\0&0&0&0&\cdots &0&1\\0&0&0&0&\cdots &1&0\end{bmatrix}}}
la formule de Picard-Lefschetz formula autour d'une dégénérescence de {\displaystyle \mathbb {A} _{t}^{1}} se calcule aisément : si {\displaystyle \gamma ,\delta } sont les {\displaystyle 1}-cycles du {\displaystyle j}-ème tore, la formule devient {\displaystyle w_{j}(\gamma )=\gamma -\delta } si le {\displaystyle j}-ème tore contient le cycle évanouissant ; sinon, {\displaystyle w_{j}(\gamma )} est l'application identité.